# 7343-as mellékút (Magyarország)
A 7343-as számú mellékút egy bő tíz kilométeres hosszúságú, négy számjegyű mellékút Zala vármegye északkeleti részén, a Keszthelyi-hegységben; a Keszthely és Tapolca közötti összekötő út része. Nagyrészt lakatlan területeken húzódik, ennek ellenére a környék több településének közigazgatási területét is érinti.

## Nyomvonala
Régen Keszthely belvárosában indulhatott, a 71-es főútból kiágazva – amely korábban a teljes keszthelyi városközponton végigvezetett –, Vásár tér és Zsidi utca néven. Jelenleg a város északi részében húzódó, 7347-es számozást viselő tehermentesítő út 900-as méterszelvényénél lévő körforgalom a kezdőpontja, a kilométer-számozásában viszont egyelőre a korábbi állapotot tartották meg. Így hivatalosan csak a 910-es méterszelvényétől kezdve számozódik ilyen útszámmal. Külső Zsidi utca a neve ezen a kezdeti szakaszán, ahol észak felé halad és néhány száz méter után keresztezi a 71-es főút Keszthelyt északról elkerülő szakaszát, annak 103+700-as kilométerszelvényénél.
Második kilométerszelvénye után egy időre belép Cserszegtomaj közigazgatási területére: innen jó két kilométeren át a község V. körzet nevű településrészének keleti peremén húzódik, Várvölgyi utca néven. A negyedik kilométerétől viszont ismét keszthelyi külterületen halad, majd az 5+700-as kilométerszelvényétől Keszthely és Vállus közigazgatási területeinek határvonalát képezi. 6,8 kilométer után éri el Keszthely, Vállus és Rezi hármashatárát, innentől e két utóbbi település határvonalát kíséri. A 8+450-es kilométerszelvényénél újabb hármashatárhoz érkezik, elérve Várvölgy közigazgatási területének legdélebbi pontját.
Keszthely központjától számítva 10,1 kilométer megtétele után északkelet felé fordul és teljesen belép Várvölgy területére, de ennek a falunak a lakott területeivel sem találkozik: még a belterület elérése előtt véget ér, beletorkollva a Lesencetomaj és Zalaszántó között húzódó 7342-es útba, annak 10+600-as kilométerszelvényénél.
Teljes hossza, az országos közutak térképes nyilvántartását szolgáló kira.gov.hu adatbázisa szerint 11,436 kilométer.

## Települések az út mentén
- Keszthely
- Cserszegtomaj
- (Vállus)
- (Rezi)
- (Várvölgy)